# فرانک دومولن
فرانک دومولن (انگلیسی: Franck Dumoulin؛ زادهٔ ۱۳ مهٔ ۱۹۷۳) تیرانداز اهل فرانسه است.